# Cycas aenigma
Cycas aenigma é uma espécie de cicadófita do género Cycas da família Cycadaceae, nativa de Palawan, nas Filipinas. Esta espécie foi descrita em 2008.